# Push the Button (album The Chemical Brothers)
Push the Button – piąty album studyjny brytyjskiego zespołu The Chemical Brothers grającego muzykę big beat. Pierwsze wydanie pojawiło się w styczniu 2005 roku. Album został nagrodzony Nagrodą Grammy dla najlepszego albumu muzyki elektronicznej/tanecznej w styczniu 2006 roku. Zdobył złotą płytę Brytyjskiego Przemysłu Fonograficznego 28 stycznia 2005 roku.

## Lista utworów
Wszystkie utwory zostały napisane przez Toma Rowlandsa oraz Eda Simonsa, a niektóre były częściowo pisane także przez inne osoby wymienione poniżej.
| Nr  | Tytuł utworu                                                  | Długość |
| --- | ------------------------------------------------------------- | ------- |
| 1.  | „Galvanize” (Kamal Fareed - tekst, Q-Tip - wokalista)         | 6:33    |
| 2.  | „The Boxer” (Tim Burgess - wokalista, tekst)                  | 4:08    |
| 3.  | „Believe” (Kele Okereke - wokalista)                          | 7:01    |
| 4.  | „Hold Tight London” (Anna-Lynne Williams - wokalistka, tekst) | 6:00    |
| 5.  | „Come Inside” (Tim Burgess - wokalista, tekst)                | 4:47    |
| 6.  | „The Big Jump”                                                | 4:43    |
| 7.  | „Left Right” (Anwar Superstar - wokalista, tekst)             | 4:14    |
| 8.  | „Close Your Eyes” (Romeo Stodart - tekst)                     | 6:13    |
| 9.  | „Shake Break Bounce”                                          | 3:44    |
| 10. | „Marvo Ging”                                                  | 5:28    |
| 11. | „Surface to Air”                                              | 7:23    |
|     |                                                               | 1:00:14 |

### Wydane single
Galvanize był pierwszym singlem z albumu, opublikowanym tydzień przed wydaniem albumu. Osiągnął 3 miejsce w UK Singles Chart. Believe był drugim singlem z albumu, wydanym w maju 2005 roku. Osiągnął 18 miejsce. The Boxer był trzecim singlem z albumu, wydanym w lipcu 2005 roku. Osiągnął 41 miejsce.